# Akhi Khatun
Akhi Khatun (bengalisch আঁখি খাতুন; * 18. Juni 2003 in Shahjadpur) ist eine bangladeschische Fußballspielerin.

## Karriere

### Verein
Khatun spielt seit 2020 bei Bashundhara Kings.

### Nationalmannschaft
Khatun wurde 2016 in die bangladeschische U14-Frauennationalmannschaft berufen. Sie spielte in der 2017 SAFF U-15 Women’s Championship mit. Sie erzielte zwei Tore für einen 3:0-Sieg gegen Bhutan. Zudem wurde sie zur wertvollsten Spielerin des Turniers gekürt. 2018 spielte sie für die Bangladesch U-19. Seit 2018 spielte sie auch für die Bangladeschische Fußballnationalmannschaft der Frauen. Bisher absolvierte sie 18 Länderspiele.